# Ephippiocarpa
Ephippiocarpa é um género de plantas com flores pertencentes à família Apocynaceae.
A sua distribuição nativa é do sul da Somália ao sul da África.
Espécies:
- Ephippiocarpa humilis (Chiov.) Boiteau
- Ephippiocarpa orientalis (S.Moore) Markgr.